# 1 Batalion Spadochronowy GNR Mazzarini
1 Batalion Spadochroniarzy GNR „Mazzarini” (wł. 1 Battaglione paracadutisti GNR „Mazzarini”) – oddział wojskowy Republikańskiej Gwardii Narodowej Sił Zbrojnych RSI podczas II wojny światowej.
Krótko po powstaniu Włoskiej Republiki Socjalnej w poł. września 1943 r., został sformowany w Bresci Batalion Spadochroniarzy „Fulgor” pod dowództwem kapitana Genovesi. Przeniesiono go następnie do Rovato, po czym 18 marca 1944 przemianowano na 1 Batalion Spadochroniarzy „Mazzarini” w składzie Republikańskiej Gwardii Narodowej. Nazwa pochodziła od nazwiska pierwszego spadochroniarza oddziału zabitego w zamachu bombowym w Bresci. Oddział liczył jedynie ok. 350 ludzi. Pod koniec sierpnia 1944 r. batalion wszedł w skład nowo sformowanej 1 Dywizji Przeciwlotniczej i Przeciwpancernej „Etna” gen. Giuseppe Volante. Batalion działał wraz z jednostkami niemieckimi na obszarze Niziny Padańskiej w rejonie Mantova – Ferrara – Rovigo, zwalczając partyzantów. Toczył ciężkie walki, ponosząc duże straty, szczególnie w marcu i kwietniu 1945 r. Poddał się wojskom alianckim 2 maja w Novarze. Ostatnim dowódcą był kpt. Pio Carlo Bovone.